# Esztergomi Vitézek RAFC
Az Esztergomi Vitézek Rugby AFC egy magyar rögbicsapat. A klubot 1983-ban alapították, a magyarországi rögbisport egyik legsikeresebb csapata. Többszörös magyar bajnok és kupagyőztes.

## Története
1983-ban Petruska Lászlónak, a MIM Vasas Sportklub elnökének közbenjárásával alakult meg a csapat, amelynek első neve Labor MIM Vasas Sportegyesület Rögbi Tömegsport Csoport volt. Ekkor az esztergomi csapat az ország harmadik rögbiegyüttese volt mindössze. Részt vettek az első magyar rögbibajnokságban, majd 1989-ben kiestek a másodosztályba. 
Miután a csapat visszajutott az élvonalba, 2004-ig összesen öt bajnoki címet nyert, míg 2007-ig összesen hétszer szerezték meg az elsőséget. 2012-ben négy év kihagyást követően nyertek újabb címet a magyar Extraligában. Ez volt összesítésben a tizenegyedik elsőségük. 2013-ban a Battai Bulldogok ellen elveszítették a döntőt 25–21-re. A következő két évben újabb két bajnoki címet nyertek.
A 2016-17-es Extraligában a harmadik helyet szerezték meg.

## Sikerek
- Nemzeti Bajnokság I
  - 1999, 2000, 2001, 2002, 2003, 2004, 2005, 2006, 2007, 2008, 2012, 2014,[6] 2015, 2019, 2021, 2023, 2024
- Nemzeti Bajnokság II
  - 1994[6]
- Magyar Kupa
  - 2000, 2001, 2008, 2009, 2010, 2011, 2012[6]

## Külső hivatkozások
- Hivatalos honlap